# Le Coriace
Pour plus de détails, voir Fiche technique et Distribution.
Le Coriace (titre original : Un uomo dalla pelle dura) est un film policier italien réalisé par Francesco Prosperi en 1972.

## Synopsis
Un jeune boxeur est accusé du meurtre de son manager corrompu. Pour lui, la seule solution est de trouver lui-même le vrai meurtrier.

## Fiche technique
- Titre : Un uomo dalla pelle dura, en anglais Ripped Off ou The Boxer
- Producteur : Ottavio Oppo
- Maisons de production : Cinegai S.p.A., White Mountain Films
- Distribution : Troma Entertainment
- Scénario : Lucio Battistrada, Adriano Bolzoni, Armando Crispino, Don Carlos Dunaway
- Musique : Carlo Pes
- Image : Gábor Pogány
- Montage : Alberto Gallitti, Fima Noveck

## Distribution
- Robert Blake : Teddy "Cherokee" Wilcox
- Catherine Spaak : la fille de Nick
- Ernest Borgnine (VF : Roland Ménard) : capitaine Perkins
- Tomás Milián : l'étranger
- Gabriele Ferzetti : Nick da Catarina
- Orazio Orlando : Mike Durell